# Silva (khu tự quản)
Silva là một khu tự quản thuộc bang Falcón, Venezuela. Thủ phủ của khu tự quản Silva đóng tại Tucacas. Khự tự quản Silva có diện tích 537 km2, dân số theo điều tra dân số ngày 21 tháng 10 năm 2001 là 28820 người.